# Mixcoac

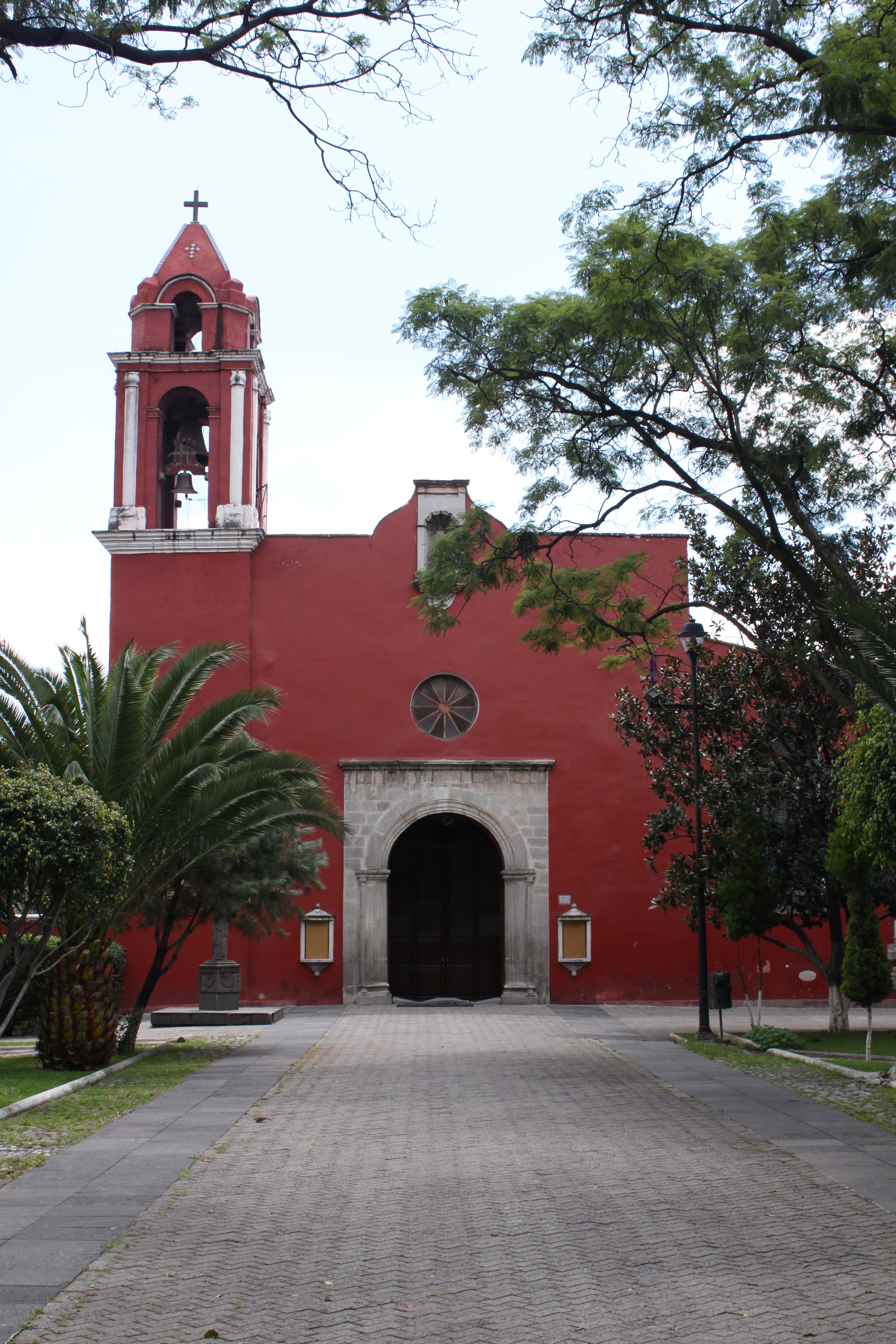
Parochiekerk van Santo Domingo de Guzmán, gelegen in Mixcoac

Mixcoac is een wijk in het westen van Mexico-Stad, in de gemeente Benito Juárez.

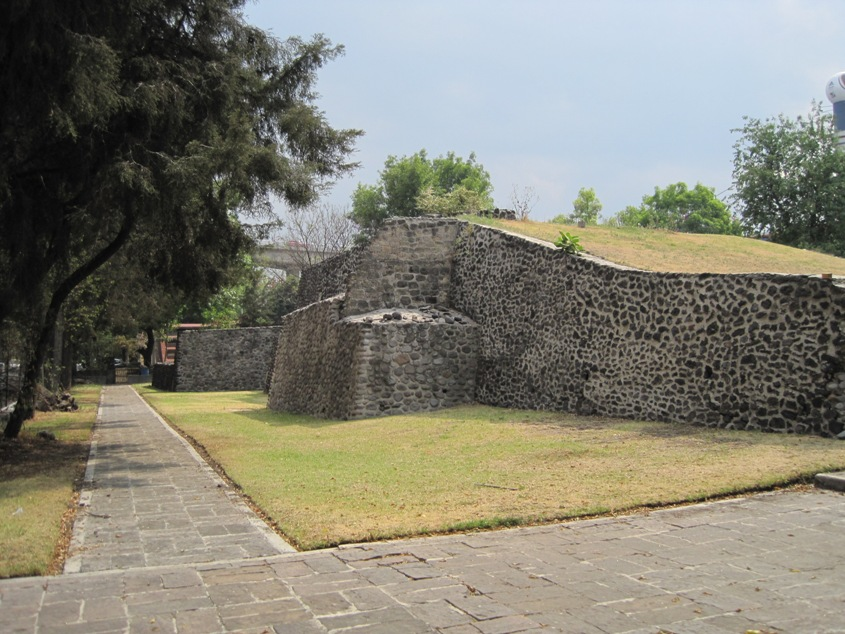
De archeologische zone van Mixcoac in 2010

Mixcoac bevindt zich op de plaats van een Azteekse nederzetting. De naam komt uit het Nahuatl en betekent "plaats van Mixcoatl", een belangrijke Azteekse godheid. Ruïnes van deze nederzetting zijn nog steeds te bezichtigen en werden in 2019 geïncorporeerd in het netwerk van archeologische bezienswaardigheden onder toezicht van het Nationaal Instituut voor Antropologie en Geschiedenis, INAH.
Mixcoac was een onafhankelijke gemeente tussen 1824 en 1903, toen het werd opgeslokt door Mexico-Stad. Bekende inwoners van Mixcoac waren nobelprijswinnaar Octavio Paz en Luis E. Miramontes, een van de uitvinders van de anticonceptiepil.